# Jang Seung-jo
Jang Seung-jo (장승조?, Jang Seung-joLR, Chang SŭngchoMR; 13 dicembre 1981) è un attore sudcoreano.

## Vita privata
Nel 2014 è stato confermato che Jang frequenta Lina, una cantante della casa discografica sudcoreana SM Entertainment. I due si erano incontrati sin dal musical Temptation of Wolves. Si sono sposati il 22 novembre 2014 in un matrimonio privato. Hanno avuto il loro primo figlio nel settembre 2018.

## Filmografia

### Cinema
- Bullyang namnyeo, regia di Shin Geun-ho (2010)
- Heart Blackened, regia di Jung Ji-woo (2017)
- Haechiji-anh-a, regia di Son Jae-gon (2020)

### Televisione
- Quiz of God (신의 퀴즈?) – serie TV (2014)
- Liar Game (라이어 게임?) – serie TV (2014)
- Splendid Politics (화정?) – serie TV (2015)
- I Order You (당신을 주문합니다?) – serie TV (2015)
- Bam-eul geonneun seonbi (밤을 걷는 선비?) – serie TV (2015)
- Butakhae-yo, eomma (부탁해요?) – serie TV (2015)
- Yungnyong-i nareusya (육룡이 나르샤?) – serie TV (2015)
- Marrying My Daughter Twice (내 사위의 여자?) – serie TV (2016)
- Teacher Oh Soon Nam (훈장 오순남?) – serie TV (2017)
- The Package (더 패키지?) – serie TV (2017)
- Money Flower (돈꽃?) – serie TV (2017)
- Aneun Wife (아는 와이프?) – serie TV (2018)
- Namjachingu (남자친구?) – serie TV (2018)
- Chocolate (초콜릿?) – serie TV (2019)
- The Good Detective (모범형사?) – serie TV (2020)
- Snowdrop (설강화?) – serie TV (2021-2022)
- Il gioco della morte (이재, 곧 죽습니다?, Ijae, got jukseumnidaLR) – serie TV (2023-2024)
- Se un albero cade in una foresta (아무도 없는 숲속에서?, Amudo eomneun supsog-eseoLR) – serie TV (2024)